# Бачиокки, Элиза Наполеона
Элиза Наполеона Бачиокки (в замужестве — графиня Камарата, в поздние годы также мадам Наполеон; 3 июня 1806, Капаннори, Княжество Лукка и Пьомбино — 3 февраля 1869, Колпо, Бретань, Вторая Французская империя) — племянница Наполеона Первого, дочь его сестры Элизы и её мужа, генерала Феликса Бачиокки.

## Биография
Родилась на территории княжества Лукка и Пьомбино, которое Наполеон вручил своей сестре Элизе и её мужу. Её мать покровительствовала искусствам, поэтому в детстве Элизу Наполеону, названную в честь матери и дяди, не раз изображали художники и скульпторы. Из четырёх её братьев трое умерли в младенчестве, а четвёртый в 19 лет погиб в результате падения с лошади.
17 ноября 1824 года во Флоренции она вышла замуж за графа Филиппа Камерата-Пассионеи ди Маззолени (Filippo Camerata-Passionei di Mazzoleni; 1805—1882), и с этого времени была известна как графиня Камерата. В браке был один сын, Шарль-Феликс-Жан-Батист, но вскоре после его рождения пара по сути разошлась. С мужем жила в Анконе, позже переехала в Триест.
Графиня известна своим приездом в Вену, и попыткой установить связь с жившим на положении привилегированного заключённого сыном императора Наполеона, Наполеоном Вторым (в Австрии его называли герцог Рейхштадтский).

В ноябре 1830 года в Вену прибыла графиня Камарата. Этой молодой женщине, дочери Элизы, в то время было 24 года. Она мало отличалась от матери, только вела себя ещё более необузданно. (…) Она напоминала Наполеона, и дошла до того, что убрала последнюю букву из своего имени (Наполеона), одевалась, как мужчина (…). Ей нравилось фехтование. Она была мужеподобной, властной и бесцеремонной. Она намеревалась похитить герцога, и увезти его во Францию. Его третье письмо дошло до него, второе пропало, а первое перехватили и передали австрийской тайной полиции. Три недели спустя полиция попросила её уехать. Она отправилась в Прагу, и пропала из вида до Второй империи.— Дэвид Стэктон «Бонапарты. От императора до наших дней.» Москва, «Захаров», 2012. Стр.259
Эдмон Ростан рассказал об этом эпизоде в пьесе Орлёнок (пьеса). Также этому сюжету посвящено стихотворение  Марины Цветаевой "Камерата" (Стих в викитеке).
После воцарения своего двоюродного брата, Наполеона III, в 1851 году графиня переехала во Францию. До падения империи из казны она получала большое содержание, что позволяло ей жить очень богато. Её сын, граф Шарль Камерата (20.09.1826—04.03.1853) занимал ряд высоких государственных должностей и играл на бирже. В 1853 году из-за невозможности оплатить свои долги он покончил жизнь самоубийством. 
Подавленная этим, графиня уехала в Бретань, где владела поместьем в Колпо и домом в Ренне (Отель де Шатожирон). Там она занималась сельским хозяйством и благотворительностью. Умерла после долгой болезни в 1869 году, завещав свое имущество принцу империи.

## Галерея

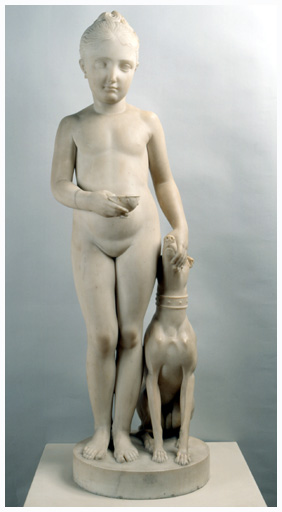
Статуя юной Элизы Наполеоны, работы Лоренцо Бартолини.
Маленькая Элиза Наполеона со своей матерью Элизой Бонапарт. Портрет кисти Франсуа Жерара.
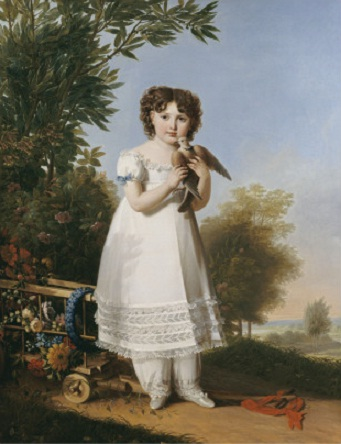
Маленькая Элиза Наполеона. Портрет кисти Мари-Гийемин Бенуа.
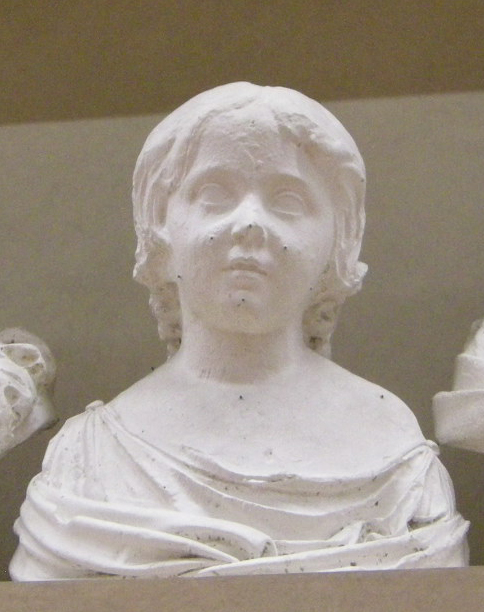
Бюст маленькой Элизы Наполеоны, работы Лоренцо Бартолини.

## Образ в кино
- «Орлёнок[фр.]» (Франция, 1931) — актриса Жанна Буатель[фр.]
- «Герцог Рейхштадтский[фр.]» (Франция, Германия, 1931) — актриса Маргарете Хрубы[нем.]
- «Наполеон II Орлёнок[фр.]» (Франция, 1961) — актриса Лилиан Патрик[фр.]